# アンサロン大陸

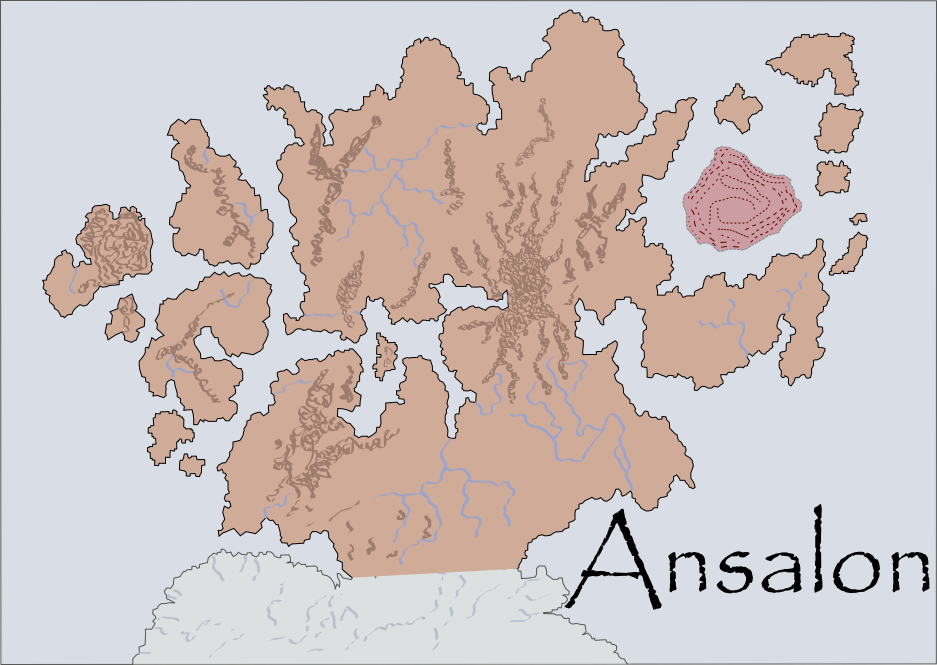
アンサロン大陸

アンサロン大陸（アンサロンたいりく、continent of Ansalon）は、『ドラゴンランス』シリーズの主要な舞台となる架空の大陸。惑星クリン (Krynn) とも言われるクリン世界にある。

## 地理
クリンの南半球に位置し、アバナシニア、ソラムニア、サンクリスト、南北エルゴス、エストヴィルデ、ノルドマール、バリフォール、グッドルンド、エルフの土地であるクォリネスティとシルヴァネスティなどの諸地域からなっている。
南半球に位置するため、赤道に近い大陸北部ほど温暖であり、人間の大きな都市は北部に集中している。南へ行くほど寒冷となり、文明圏から遠ざかる。大陸の南半分にはエルフの王国クォリネスティとシルヴァネスティ、ドワーフの王国トルバルディンなど異種族の領域が多く存在する。ケンダーの領域グッドルンドは東部に存在している。
その広さはJ・R・R・トールキンの作品に登場する中つ国とほぼ同等であり、中つ国の広さはヨーロッパと同等であると伝えられる。

### アバナシニア
アンサロン南西部の半島。北のソラムニアとは海峡で隔てられた地域。東はエルフ国クオリネスティ、南はドワーフ国トルバルディンのある山脈と接しており、多種多様な種族が住む景観に富んだ地域。
『ドラゴンランス』及び『ドラゴンランス伝説』の主要人物たちの多くがこの地域の出身者で構成される。比較的安全な地域で、しばしば北方で起こる戦乱を逃れてきた人々の避難場所としての役割も果たしてきた。
アンカタヴァカ(Ankatavaka)
アバナシニア西岸の町。エルゴス帝国の一部だったが、大変動によって切り離された港となった。クリンの神々が去った後、新たな神々を探そうとするシーク教徒によって統治されるようになった。
闇の森(Dark woods)
ソレースの南西に広がる森。守護者であるユニコーンをはじめ、ケンタウルスや死霊の戦士などが棲んでいる。死霊はかつて守護者を裏切った代償として永久に森を守る義務を負わされた。混沌戦争の終結後、カオスから生まれた子供たちがフォレストマスターを捕らえて森を腐敗させようとした。キャラモン・マジェーレとその娘デズラによって企みは阻止されたものの、ケンタウルスの7つの部族の内、5つが消滅した。。
ヘイブン(Haven)
ソレース、闇も森のさらに南西にある都市。クオリネスティの森の境に程近い地にあり、アバナシニア地域の政治的な中心地で事実上の首都。シーク教の拠点として栄えたが、ドラゴンランス戦争でヴェルミナァルド卿率いる赤龍軍に占領され、教団は壊滅状態に陥った。
ゲイトウェイ(Gateway)
大変動直後にソレースと同時期に築かれた都市。他の諸都市と共に赤龍軍に占領された。
パックス・タルカス(Pax Tharkas)
エルフ語で『平和の城塞』と言う意味。ヘイブンやソレースの南方、カロリス山脈の麓にある城塞。クオリネスティ・エルフとトルバルディンのドワーフ、エルゴス人の共同で建設され、種族間の友情の象徴とされた。ドラゴンランス戦争では赤龍卿ヴェルミナァルドとその相棒の赤竜エンバーの居城とされ、彼らがランスの英雄たちに倒された後はどぶドワーフの住み処になった。
ケ=シュ(Que Shu)
アバナシニア東部に居住する平原人の集落。ランスの英雄、ゴールドムーンとリヴァーウィンドの出身地。
シャルシー(Schallsea)
アバナシニアの東の海上に浮かぶ島。大変動によって大陸中部が水没した際にアバナシニア及びソラムニアと分断された島になった。
光の城塞
混沌戦争の終結後、ゴールドムーンが築いた城塞
ヘッジメイズ
銀の階段を囲む生け垣の迷路。その構造は絶えず変化し続けており、強固な意志を持つ者しか階段に到達することはできない。
ソレース
憩いの我が家亭
最後の英雄の墓
Academy of Sorcery
Sad Town
タルシス
ザク・ツァロス
Zhaman
スカルキャップ山
塵の平原(Plains of Dust)

### 鮮血海
大陸の北東部に面した海。円を描くように連なった島々に囲まれており、ミノタウロスの主要な居住地となっている。海域の中心には常に暴風が吹き荒れ、巨大な渦潮が巻いている。その渦潮が海底に堆積した赤土を巻き上げて海を赤く染めている事が鮮血という名の由来。
Saifhum
Karthay
Mithas
Kothas

### エルゴス
大陸の西方に浮かぶ南北二つの島。イスタル帝国以前の時代、大陸で最も強大な人間の帝国の中心地だった。
Silver Dragon Mountain

### シルヴァネスティ
大陸南東部にある森。アンサロンで最も古いエルフの王国だったが、『ドラゴンランス』の時代にドラゴン・オーブの発する幻惑に囚われた悪夢の森と化した。その後一時的に復興するが、約60年後、『魂の戦争』でミノタウロスの軍勢がこの地に侵攻し、王国は放棄された。
シルヴァノスト
王国の首都

### クォリネスティ
アンサロン南西部、アバナシニアの南にある森林。シルヴァネスティと袂を分かったエルフの王国。
クォリノスト
王国の首都
Anaya's Tree

### ソラムニア
アンサロン北西部の多くを占める大陸最大の国家。多数の領主の連合で構成されるソラムニア騎士団の本拠地。
ダルガールド城塞
Estwilde
カラマン
上位魔法の塔
Knightlund
Nightlund
パランサス
Thieves Guild
ヴィンガールド城塞

### イスタル
エルゴス帝国の崩壊後に台頭した国家とその首都。神官王の統治の下に一大帝国として栄えたが、その繁栄ぶりに傲りが生じ、やがて神々の地位を要求するまでに至った。それに怒った神々は燃え盛る山をイスタルの頭上に落とし、領土の大半が鮮血海の底に沈んだ。この大変動はエルゴスをはじめとする島々を本土から切り離し、ソラムニアとアバナシニアを新海で分断するなど、大陸全土の地形を大幅に作り替えた。

### グッドランド
大陸南西部に突き出た半島。シルヴァネスティから見て北東に位置する。ケンダー族の多くが居住するケンダー郷がある。
Flotsam
Kendermore
バリフォール港
Losarcum

### アイスリーチ
アンサロンの南の果ての地。双子の白龍クリョニシス(Cryonisis)とフリシンディア(Frisindia)の支配する凍てついた土地で、セイウチ人(walrus men)を意味するサノイ(Thanoi) と呼ばれる人間の部族やドラコニアンが住んでいる。
Winterheim
氷壁

### サンクリスト
大陸の最西端に浮かぶ島。大変動以降、ソラムニア騎士団の基地が置かれている。
Mount Nevermind
ホワイトストーン

### ヴィンガールド山脈
Godshome
ネラーカ
サンクション

### その他の地域
Dragon Isles
Hillhome
トルバルディン
Khur
Teyr
Thoradin
Kal-Thax
Lost Citadel
Hillow
Kayolin
Blödehelm
Missing City

## アンサロン以外の大陸
タラダス
アドラタム

## 経緯
ドラゴンランスの物語は、この大陸の中西部のアバナシニア平原から始まった。
やがて物語は大陸全土に、さらには時代を超えて展開することになる。